# CoCo☆うたの大百科その1
『CoCo☆うたの大百科その1』は、CoCoのベスト・アルバム。2008年9月3日にポニーキャニオンから発売された。

## 概要
CoCoの楽曲の中でメンバー全員が歌っている全53曲を、五十音順で収録した3枚組デジタル・リマスター盤。72ページ豪華ブックレット封入。 

## 収録曲

### Disc.1
1. OUT of BLUE 〜ふたりの伝説〜
作詞：和泉ゆかり／作曲：朝倉紀幸／編曲：有賀啓雄
2. あさやけリバーサイド
作詞：和泉ゆかり／作曲：羽田一郎／編曲：亀田誠治
3. 明日の恋
作詞：田口俊／作曲：いしいめぐみ／編曲：亀田誠治
4. あなただから好きなの
作詞：森本抄夜子／作曲・編曲：朝倉紀幸
5. 雨のジェラシー
作詞：石川あゆ子／作曲：松本俊明／編曲：有賀啓雄
6. EQUALロマンス
作詞：及川眠子／作曲：山口美央子／編曲：中村哲
7. 行ってしまったバス
作詞：森本抄夜子／作曲：いしいめぐみ／編曲：岡本洋
8. WINNING
作詞：及川眠子／作曲・編曲：後藤次利
9. WEDDING
作詞：和泉ゆかり／作曲：渡辺格／編曲：有賀啓雄
10. 乙女のリハーサル
作詞：及川眠子／作曲：岩田雅之／編曲：中村哲
11. 同じ星の上で…
作詞：森本抄夜子／作曲：岡本朗／編曲：有賀啓雄
12. お願いHOLD ME TIGHT
作詞：和泉ゆかり／作曲：都志見隆／編曲：十川知司
13. 思い出がいっぱい
作詞：及川眠子／作曲：岩田雅之／編曲：有賀啓雄
14. 神様はいじわるじゃない
作詞：田口俊／作曲：羽田一郎／編曲：中村哲
15. 気まぐれSWING
作詞：森本抄夜子／作曲：朝倉紀幸／編曲：有賀啓雄
16. 君がくれた宝石
作詞：米津里枝子／補作詞：及川眠子／作曲：朝倉紀幸／編曲：有賀啓雄
17. 君の歌、僕の歌
作詞：森本抄夜子／作曲：朝倉紀幸／編曲：有賀啓雄
18. 君を行く
作詞：和泉ゆかり／作曲：羽田一郎／編曲：亀田誠治

### Disc.2
1. 恋のジャンクション
作詞：及川眠子／作曲：川上明彦／編曲：亀田誠治
2. これから…
作詞：森本抄夜子／作曲：いしいめぐみ／編曲：亀田誠治
3. サーカス・ゲーム
作詞：森本抄夜子／作曲：寺坂英人／編曲：有賀啓雄
4. ささやかな誘惑
作詞：及川眠子／作曲：都志見隆／編曲：中村哲
5. THE FIRST SNOW
作詞・作曲・編曲：有賀啓雄
6. さよなら
作詞：和泉ゆかり／作曲：山口美央子／編曲：澤近泰輔
7. さよならから始まる物語
作詞：森本抄夜子／作曲：山口美央子／編曲：十川知司
8. 幸せかもね
作詞：及川眠子／作曲：尾関昌也／編曲：船山基紀
9. SWEET ENERGY〜未来は味方
作詞：和泉ゆかり／作曲：山口由子／編曲：亀田誠治
10. その胸の扉
作詞：森本抄夜子／作曲：太田美知彦／編曲：亀田誠治
11. だから涙と呼ばないで
作詞：森本抄夜子／作曲：羽田一郎／編曲：亀田誠治
12. 黄昏通信〜たそがれどきに想ってる
作詞：森本抄夜子／作曲：山口美央子:／編曲：亀田誠治
13. ちいさな一歩で
作詞：森本抄夜子／作曲：朝倉紀幸／編曲：澤近泰輔
14. 天使のチャイム
作詞：及川眠子／作曲：山口美央子／編曲：亀田誠治
15. TWO HEARTS
作詞：和泉ゆかり／作曲：羽田一郎／編曲：有賀啓雄
16. なぜ?
作詞：和泉ゆかり／作曲・編曲：亀田誠治
17. 夏空のDreamer
作詞：森本抄夜子／作曲：朝倉紀幸／編曲：亀田誠治
18. 夏の友達
作詞：和泉ゆかり／作曲：山口美央子／編曲：亀田誠治

### Disc.3
1. Newsな未来
作詞：及川眠子／作曲・編曲：羽田一郎
2. 春・ミルキーウェイ
作詞：吉澤久美子／作曲：小室哲哉／編曲：西脇辰弥
3. はんぶん不思議
作詞：及川眠子／作曲：岩田雅之／編曲：有賀啓雄
4. ひまわり
作詞：和泉ゆかり／作曲：馬飼野康二／編曲：米光亮
5. みんな大丈夫
作詞：森本抄夜子／作曲：羽田一郎／編曲：澤近泰輔
6. Moonlight Express
作詞：和泉ゆかり／作曲：木戸やすひろ／編曲：中村哲
7. 無敵のOnly You
作詞：及川眠子／作曲：羽田一郎／編曲：有賀啓雄
8. メロディー
作詞：和泉ゆかり／作曲・編曲：亀田誠治
9. 優しさに帰れない
作詞：及川眠子／作曲：山口美央子／編曲：中村哲
10. やさしさの法則
作詞：森本抄夜子／作曲・編曲：寺坂英人
11. You're my treasure〜遠い約束
作詞：森本抄夜子／作曲：羽田一郎／編曲：亀田誠治
12. 夢だけ見てる
作詞：森本抄夜子／作曲：朝倉紀幸／編曲：十川知司
13. 夢の永遠
作詞：及川眠子／作曲：菅井えり／編曲：岡本洋
14. 夢は眠らない
作詞：及川眠子／作曲・編曲：亀田誠治
15. 妖精たちのラプソディー
作詞：及川眠子／作曲：松本俊明／編曲：亀田誠治
16. 横浜Boy Style
作詞：及川眠子／作曲・編曲：後藤次利
17. Live Version
作詞：田口俊／作曲：都志見隆／編曲：中村哲